# تاماس هورفاث
تاماس هورفاث (بالمجرية: Horváth Tamás)‏ (18 يونيو 1987 في المجر - ) هو لاعب كرة قدم مجري في مركز حراسة المرمى. لعب مع نادي أويبست ونادي مول فيدي ونادي ميزوكوفيشدي وبوشكاش أكاديميا.

## وصلات خارجية
- تاماس هورفاث على موقع قاعدة بيانات كرة القدم.إي يو (الإنجليزية)
- تاماس هورفاث على موقع Soccerway.com (الإنجليزية)
- تاماس هورفاث على موقع عالم كرة القدم.نت (الإنجليزية)